# Parenese
Een parenese of paraenese (Grieks: παραίνεσις, parainesis) is een aansporing tot deugd of een apostolische vermaning. Het is een exegetisch begrip om delen uit de Bijbel aan te duiden die vermanend, bemoedigend, troostend of aansporend tot bepaalde God welgevallige handelingen zijn. Dergelijke passages worden dienovereenkomstig "parenetisch" genoemd.

Parenese betreft dus ethische richtlijnen, die in het Nieuwe Testament de eigentijdse consequenties van het geloof in Christus voor het menselijk handelen ter sprake brengen. In de parenese wordt daarom ook vaak de in de bijbelse omgeving geldende, niet-bijbelse, voorgegeven ethiek opgenomen en ‘in Christo’ geïntegreerd. Deze laatste normen zijn dus niet per se altijd geldend.

Het begrip komt ook wel voor bij de kerkvaders, in de retorica en in de ethiek, maar wordt dan ook protrepsis of (vaker) exhortatie genoemd. Stowers formuleert het verschil tussen protrepsis en parenese als volgt:

In deze bespreking zal ik de term protreptisch gebruiken in relatie tot aansporende literatuur die de lezers oproept tot een nieuwe en andere manier van leven en parenese voor advies en aansporing om een bepaalde manier van leven vol te houden. Deze termen werden in de oudheid echter slechts nu en dan en niet consequent gebruikt.

Met andere woorden: het verschil dat moderne schrijvers vaak maken is dat protrepsis bekeringsliteratuur betreft, waarbij de filosoof erop gericht is buitenstaanders tot een specifieke filosofische richting te bekeren, terwijl parenese erop gericht is degenen die die richting al volgen, advies te geven hoe zij dat pad het best kunnen blijven volgen. Dit onderscheid wordt niet door iedereen geaccepteerd. Swancutt is het met Stowers eens dat de klassieke filosofen dit onderscheid niet maakten en stelt dat dit onderscheid ten onrechte is geïntroduceerd in De Exhortationum a Graecis Romanisque scriptarum historia et indole van Paul Hartlich (1889).